# Лисинцы
Лисинцы (укр. Лисинці) — село в Староконстантиновском районе Хмельницкой области Украины.
Население по переписи 2001 года составляло 203 человек. Почтовый индекс — 31113. Телефонный код — 3854. Занимает площадь 0,608 км². Код КОАТУУ — 6824280704.

## Местный совет
31112, Хмельницкая обл., Староконстантиновский р-н, с. Березное